# Common Development and Distribution License
Common Development and Distribution License (Desenvolupament Comú i Llicència de Distribució) o CDDL és una llicència de codi obert (OSI) i lliure, produïda per Sun Microsystems, basada amb la Mozilla Public License o MPL, versió 1.1. La llicència CDDL fou enviada per a la seva aprovació a l'Open Source Initiative l'1 de desembre de 2004, i fou aprobada com una llicència de codi obert a mitjan gener de 2005. En el primer esborrany fet pel comitè de divulgació de llicències OSI, la CDDL és una de les nou llicències més populars, mundialment utilitzades a fortes comunitats.
La llicència prèvia utilitzada per Sun pels seus projectes de codi obert fou la Sun Public License (SPL), també derivada de la MPL. La llicència CDDL es considera a Sun com la SPL versió 2.
Com CDDL va ser derivada de MPL, molta gent afirma que la llicència no és compatible amb la GPL (GPL). La Free Software Foundation afirma que es tracta d'una llicència lliure però és incompatible amb GNU GPL degut principalment a alguns detalls.

## Productes
Productes de Sun lliberats sota CDDL:
- OpenSolaris (incloent DTrace, inicialment alliberat sol, i ZFS (sistema de fitxers))
- NetBeans IDE i RCP
- GlassFish
- JWSDP
- Project DReaM

## Controvèrsia
Diversos grups i persones tenen dubtes amb els termes de la CDDL i la seva compatibilitat amb diverses regles de llicències, especialment amb les directrius de programari lliure de Debian.
- Elecció de lloc (CDDL Secció 9: "Qualsevol litigació referent a aquesta Llicència ha d'estar subjecta a la jurisdicció dels jutjats situats a la jurisdicció i lloc especificat amb una nota continguda dins del Programari Original, amb la responsabilitat pèrdua de l'altre amb els costos, incloent, sense limitació, costos jurídics i raonables taxes i despeses dels advocats."): la CDDL permet a l'autor restringir els requeriments sobre la localització i jurisdicció legal respecte al programari. S'afirma que això podria crear una càrrega imprevisible en l'usuari.

- No anonimat (CDDL Secció 3.3: "S'ha d'incloure una nota en cada una de les Modificacions que identifica al Contribuïdor de la Modificació."): això podria trencar la prova de dissidència de les directrius Debian. Per un altre cantó, es podria afirmar que les contribucions que explícitament sofreixen d'absència d'identificador per part de l'autor es podrien considerar de domini públic (almenys fins que l'autor fos identificat).

En les paraules de Danese Cooper, qui ja no treballa a Sun, una de les raons per la que es van basar amb CDDL amb la MPL és que aquesta és incompatible amb GNU GPL. Cooper va declarar, a la Sisena Conferència Anual de Debian, que els enginyers que van desenvolupar el nucli de Solaris varen sol·licitar que la llicència d'OpenSolaris fos incompatible amb GNU GPL. "Mozilla es va seleccionar parcialment perquè és incompatible amb GPL. Això fou part del disseny quan van alliberar OpenSolaris. […] els enginyers que desenvolupaven Solaris […] tenien algunes opinions sobre com hauria de ser alliberat, i s'ha de respectar això".
Simon Phipps (Agent Open Source a Sun) desmenteix l'afirmació de Cooper.